# Regola di Foster

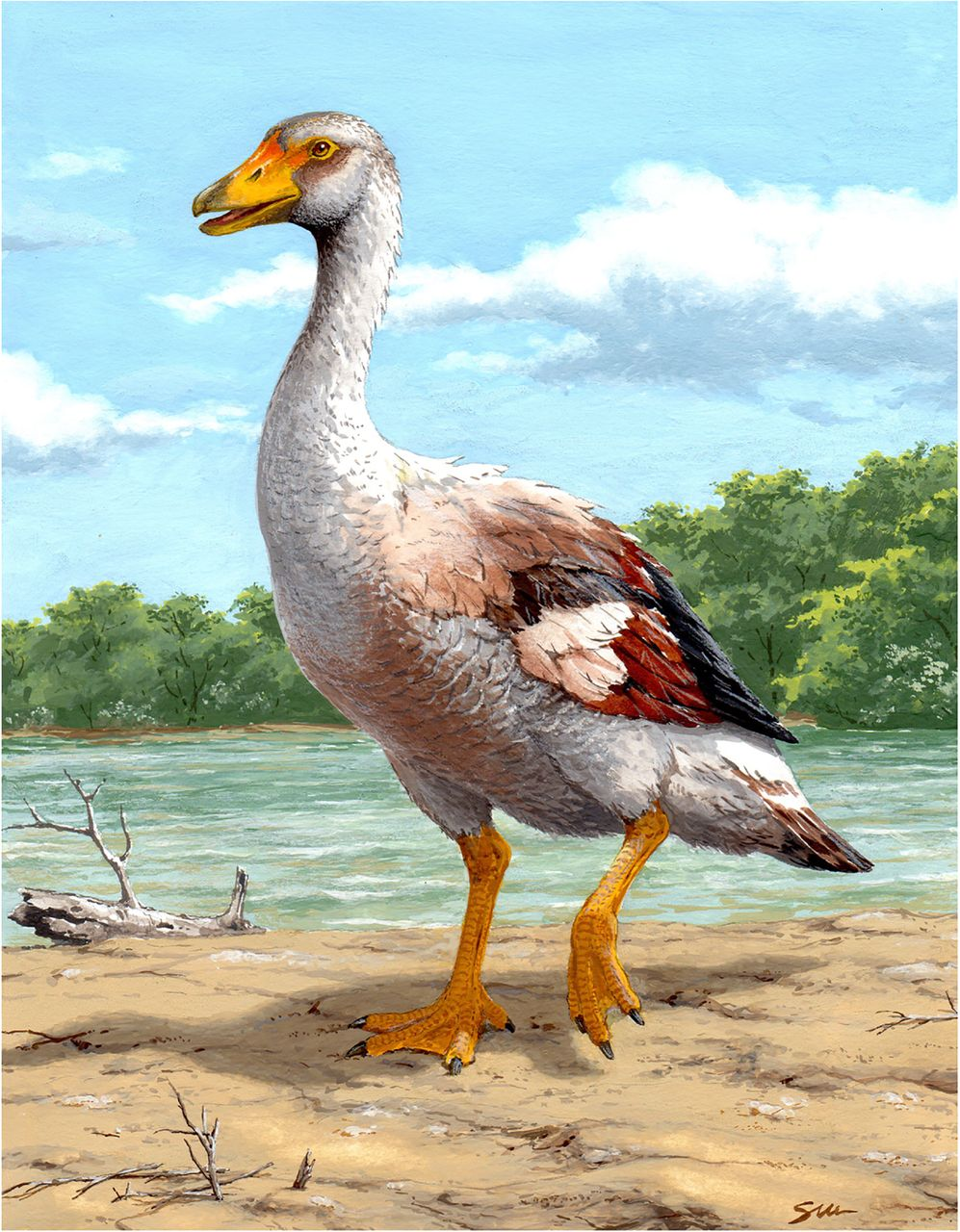
Garganornis ballmanni, un grande anatide fossile dalle isole di Gargano e Scontrone, risalente al Miocene superiore

La regola di Foster o regola dell'insularità è un principio della biologia evolutiva secondo il quale i membri di una specie tendono ad aumentare o diminuire le proprie dimensioni nel tempo a seconda delle risorse a disposizione. 
Deve il nome al naturalista canadese Bristol Foster, il quale nel 1964 pubblicò un articolo sul giornale Nature, intitolato "The evolution of mammals on islands" ("L'evoluzione dei mammiferi sulle isole"), nel quale analizzava 116 specie di mammiferi insulari e le relative controparti continentali. Da questo studio, Foster notava che alcune specie insulari erano versioni più grandi di specie presenti sulla terraferma, mentre altre erano viceversa versioni più piccole degli animali riscontrabili sulla terraferma. In particolare, secondo lo studioso, le specie più grandi tendevano a diminuire le proprie dimensioni per non sovrasfruttare le risorse limitate che l'ambiente insulare offre, mentre le specie di minori dimensioni potevano accrescersi in mancanza di predatori e competitori per il cibo.
Le constatazioni di Foster vennero riprese da Robert Helmer MacArthur e Edward Osborne Wilson, ed in seguito anche da Ted Case, i quali però contestarono le tesi dello studioso, giudicandole troppo semplicistiche e non generalizzabili.
Inoltre, la regola dell'insularità non include tutta la fauna e possono trovarsi eccezioni; anche la regola di Bergmann della differenziazione delle dimensioni del corpo con la latitudine, oltre che eventuali cambiamenti climatici, potrebbero essere coinvolti. Di conseguenza, alcuni studiosi, piuttosto che considerare la regola dell'insularità come una legge, considerano il fenomeno descritto come influenzato dai fattori ambientali.